# Schyroke (Charzysk)
Schyroke (ukrainisch Широке; russisch Широкое/Schirokoje) ist eine Siedlung städtischen Typs im Osten der Ukraine in der Oblast Donezk mit etwa 800 Einwohnern.
Die Siedlung städtischen Typs befindet sich im Südosten des Stadtgebiets von Charzysk, etwa 11 Kilometer vom Stadtzentrum Wolnowacha und 25 Kilometer östlich vom Oblastzentrum Donezk an der Bahnstrecke von Ilowajsk nach Tores gelegen.
Verwaltungstechnisch gehört der Ort zur Stadtgemeinde von Charzysk und ist hier wiederum zusammen mit 4 anderen Siedlungen städtischen Typs sowie einem Dorf der Siedlungsratsgemeinde von Trojizko-Charzysk untergeordnet.
Der Ort hat seit 1957 den Status einer Siedlung städtischen Typs, im Verlauf des Ukrainekrieges wurde der Ort 2014 durch Separatisten der Volksrepublik Donezk besetzt.